# Mohamed Kallon
Mohamed Kallon (Kenema, 6 de outubro de 1979) é um ex-futebolista e treinador de futebol serra-leonês que atuava como atacante. É considerado o melhor jogador de futebol da história de seu país natal.

## Carreira
Começou a militar no futebol muito jovem, em 1994, no Old Edwardians, clube da capital Freetown. Em seguida, foi para o Líbano, para jogar no Tadamon. Passou rapidamente pelo Spånga IS (time da região central de Estocolmo), até chegar à Internazionale em 1995, com apenas 15 anos.
Por ser muito novo na época, Kallon não teve chances nos Nerazzurri, sendo emprestado para Lugano, Bologna, Genoa e Cagliari, para que ele ganhasse mais experiência. Fora dos planos da Inter, foi contratado pela Reggina em 1999.
Chamou a atenção do também modesto Vicenza, em 2001. Seu desempenho levou a Internazionale a repatriá-lo no mesmo ano, e diferentemente da primeira passagem, o atacante passou a ganhar mais oportunidades no clube, mas a concorrência por uma vaga no ataque o tornou como opção - Christian Vieri, Ronaldo, Álvaro Recoba, Adriano, Hakan Şükür e Nicola Ventola eram os demais atacantes dos Nerazzurri no período. Lesões sofridas pelo Fenômeno e pelo uruguaio alçaram Kallon ao posto de titular, marcando nove gols em 21 partidas, ficando na vice-artilharia do time, atrás apenas de Vieri.
Depois de deixar a Inter em 2004, sua carreira começou a degringolar. Excluindo uma boa passagem pelo Monaco - entre 2005 e 2006, e seu empréstimo pelo clube árabe Al-Ittihad em 2005, suas demais estadias duraram pouco - foram apenas 12 jogos e três gols AEK Atenas e Al-Shabab em 1 ano.
O Pequeno Kallon (apelido dado pela torcida por seu início precoce de carreira) tentou reerguer a carreira de volta ao seu país natal, para militar com a camisa do clube que fundou e do qual é o seu proprietário, o Kallon FC. Teve um bom desempenho: 11 jogos e 2 gols, quando os próprios serra-leoneses acreditariam que o atacante naufragaria de vez.
Após passagem pelo futebol chinês, defendendo o Shaanxi Chanba, Kallon foi para a Índia, sendo contratado pelo Chirag United, mas não disputou nenhum jogo pelo clube, voltando ao seu país em 2012. Virou treinador em 2014, comandando a equipe sub-17 de Serra Leoa, em paralelo com seu trabalho no Kallon FC. Encerrou a carreira aos 37 anos, em 2016.

## Seleção
A carreira do atacante na Seleção Serra-Leonesa de Futebol também começou precocemente, em 1995, em uma partida contra a Seleção do Congo, válido pelas Eliminatórias da CAN de 1996.
O fracasso na tentativa de classificar os serra-leoneses para a Copa de 2010 afetou a passagem de Kallon com a camisa dos Leone Stars. Seu último jogo foi contra a Nigéria, que saiu vencedora do confronto por 4 a 1. Entretanto, sua carreira internacional prosseguiu normalmente, embora sem tanta frequência, até 2012, quando não voltaria a ser convocado.

## Vida pessoal
Mohamed Kallon é casado com M'mah Mansaray, uma mulher da etnia mandingo. Seus irmãos, Musa e Kemokai, também são jogadores de futebol.
Kallon é adepto da religião islâmica e a etnia a qual pertence é a mende.